# اتفاق وقف إطلاق النار في سوريا (ديسمبر 2016)

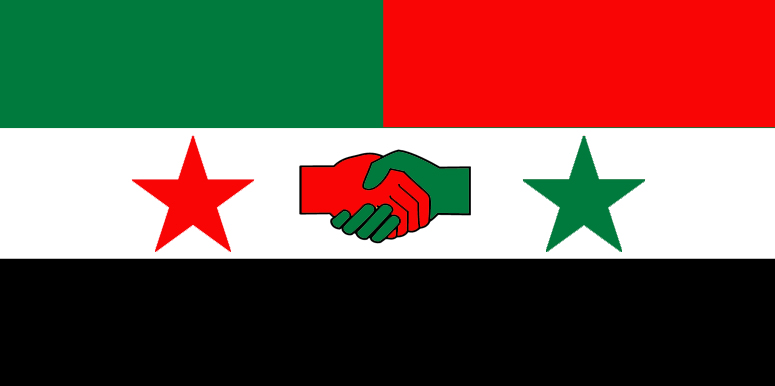
العلم السوري للمصالحة.

اتفاق وقف إطلاق النار في سوريا هو اتفاق تم الإعلان عنه في 29 ديسمبر 2016 بضمانة تركيا وروسيا، يقضي بوقف شامل لإطلاق النار في سوريا بدءاً من منتصف ليلة الجمعة الواقعة في 30 ديسمبر 2016، تمهيداً لإيجاد حل سياسي ينهي الأزمة السورية، واستثنى هذا الاتفاق التنظيمات المصنفة دولياً إرهابية، وأي فصيل مسلح يعارضه.

## إعلانه
أعلنت قوات النظام السوري وقفاً شاملاً للأعمال القتالية بدءاً من منتصف ليل الخميس ــ الجمعة، وخرج الرئيس الروسي فلاديمير بوتين ليشير بدوره إلى نجاح الاتفاق ويكشف في الوقت نفسه عن موافقته على خفض عديد قوات بلاده في سوريا، مع التزام دعم دمشق في حربها.
في المقابل، أعلنت أنقرة على لسان الرئيس رجب طيب أردوغان، أنها ستعمل مع موسكو على ضمان تنفيذ الاتفاق الذي يستثني الجماعات المصنفة دولياً على أنها «إرهابية» وهي «داعش» و«جبهة فتح الشام». فيما خرج المتحدث باسم «الجيش الحر» أسامة أبو زيد، في مؤتمر صحافي ليقدّم تفسيراً جديداً يختلف عن صيغة الاتفاق، ويقول إنه يستثنى كلاً من «داعش» و«حزب الاتحاد الديمقراطي» وجناحه العسكري «وحدات حماية الشعب» الكردية من دون «فتح الشام».

## الأطراف الموقعة
- ثوار أهل الشام
- جيش الاسلام
- جيش إدلب الحر
- جيش المجاهدين
- الجبهة الشامية
- فيلق الشام

## الأطراف الرافضة
- حركة أحرار الشام
- حركة نور الدين الزنكي
- جبهة فتح الشام

## ردود الفعل الدولية
- الأمم المتحدة: رحب مبعوث الأمم المتحدة الخاص لسوريا، ستافان دي ميستورا، بإعلان وقف إطلاق النار، وقال إنه يأمل أن يسهم الاتفاق في إنقاذ أرواح المدنيين وتسهيل وصول المساعدات الإنسانية ويمهد لمحادثات بناءة في أستانة. وقالت متحدثة باسم دي ميستورا في بيان إن هذه التطورات ينبغي أيضا "أن تساهم في مفاوضات شاملة وبناءة بين السوريين تعقد تحت رعاية الأمم المتحدة في الثامن من فبراير/شباط 2017.
- الولايات المتحدة: رحبت واشنطن أيضا بالاتفاق معتبرة إياه «تطورا إيجابيا». وأعرب المتحدث باسم الخارجية الأمريكية عن أمل بلاده أن ينفذ وقف إطلاق النار في سوريا بشكل كامل وأن تحترمه جميع الأطراف.
- إيران: في بيان نشرته الخارجية الإيرانية، رحب وزير الخارجية الإيراني، محمد جواد ظريف، باتفاق وقف إطلاق النار في سوريا.
- الأردن: كما رحبت الحكومة الأردنية بالاتفاق وباستعداد الأطراف المتنازعة لبدء مفاوضات السلام. جاء ذلك على لسان وزير الإعلام الأردني والناطق باسم الحكومة، محمد المومني، في بيان بثته الوكالة الرسمية للأنباء، بترا.
- مصر: رحبت مصر أيضا بقرار وقف إطلاق النار. وأكد وزير الخارجية المصري، سامح شكري، على الأهمية البالغة لتطوير رؤية مشتركة للقوى الوطنية السورية للخروج من الازمة السياسية الراهنة في البلاد.[7]

## خرق الاتفاق
تعرض الاتفاق للخرق في ساعاته الأولى من قبل عدة أطراف، حيت قام الجيش السوري بقصف وادي بردى، وفي المقابل هاجمت فصائل المعارضة المسلحة السورية مواقع الجيش في محيط مدينة محردة شمال حماة، فيما استهدفت بعض أحياء حلب ودمشق بعدد من القذائف الصاروخية، بينما استمرّ الاتفاق ساريًا في مناطق أخرى.